# Louis de Sacy
Louis de Sacy (Parigi, 1654 – Parigi, 26 ottobre 1727) è stato uno scrittore e avvocato francese, membro dell'Académie française.

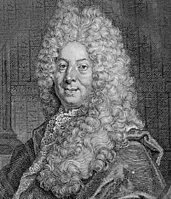
Louis de Sacy

A partire dal 1701 fu il terzo a occupare il seggio numero 2 dell'Académie française.

## Opere
- Lettres de Pline le Jeune (1699-1701)
- Traité de l'amitié  (1703)
- Traité de la gloire  (1715)